# El Noticiero (1884-1889)
El Noticiero, era una publicació setmanal, editada a Igualada entre 1884 i 1889.

## Descripció
Portava el subtítol Periódico político de intereses generales, anuncios y recopilador de noticias.
La redacció i l'administració van ser al carrer de Santa Caterina, núm. 4; des del núm. 154, a la rambla de Sant Isidre, núm. 19; i, a partir del núm. 220, a la rambla Nova, núm. 41. Aleshores, va incorporar l'escut d'Igualada a la capçalera. S'imprimia als tallers de Marian Abadal.
El primer número es va publicar el 6 d'abril de 1884 i el darrer, el 265, portava la data de 28 d'abril de 1889. Tenia quatre pàgines i tres columnes. El format era de 44 x 32 cm.

## Continguts
Era una publicació continuadora de Eco del Noya. Tal com diu el subtítol, és una publicació de tipus polític, tant d'àmbit local com general del país i fa comentaris sobre els debats a les Corts, les eleccions, la crisi, etc. També publicava poesies, fet freqüent en els periòdics del segle xix. Per la seva tendència política era “liberal-dinástico (sagastino)”.
Els articles no acostumen a anar signats i, quan hi van, és només amb inicials, com E.G.A., L.M. o J.S.M. L'única signatura que hi apareix és la de Manuel Serrano Álvarez.

## Localització
- Biblioteca Central d'Igualada. Plaça de Cal Font. Igualada (col·lecció completa i relligada)